# Ibacus novemdentatus
Ibacus novemdentatus je druh desetinožce z čeledi listorožcovití (Scyllaridae). Podle Červeného seznamu IUCN ohrožených druhů patří Ibacus novemdentatus mezi málo dotčené.  Dorůstá velikosti až 190 milimetrů.

## Rozšíření
Ibacus novemdentatus se vyskytuje v oblasti Indo-Pacifiku, podél východního pobřeží Afriky (od Keně až po Kapské Město), u Madagaskaru a okolních ostrovů (Mauricius a Seychely). Dále pak od Vietnamu po Japonsko, včetně Filipín a na západním pobřeží Austrálie.

## Využití
V Koreji, Japonsku a na Tchaj-wanu je lovený pro maso.